# كليف سوتر
كليف سوتر (بالإنجليزية: Cliff Sutter)‏ هو لاعب كرة مضرب أمريكي، ولد في 31 أغسطس 1910 في نيو أورلينز في الولايات المتحدة، وتوفي في 24 مايو 2000 في بارنستابل في الولايات المتحدة.

## وصلات خارجية
- كليف سوتر على موقع رابطة محترفي التنس (الإنجليزية)
- كليف سوتر على موقع الاتحاد الدولي لكرة المضرب (الإنجليزية)
- كليف سوتر على موقع كأس ديفيز (الإنجليزية)
- كليف سوتر على موقع خلاصة التنس.كوم (الإنجليزية)